# Ricardo García Granados
Ricardo Garcia Granados (* 18. April 1851 in Victoria de Durango; † 1930 in Mexiko-Stadt) war ein mexikanischer Ingenieur, Ökonom, Politiker, Diplomat und Historiker.

## Leben
Nach dem Besuch des Liceo Franco Mexicano in Mexiko-Stadt ging Ricardo Garcia Granados zum Studium des Bauingenieurwesens nach Deutschland an die polytechnischen Schulen in Karlsruhe und Aachen. In Karlsruhe wurde er Mitglied des Corps Alemannia. In Aachen gehörte er am 2. Dezember 1871 zu den drei Stiftern des Corps Guestphalia. Anschließend studierte er an der Universität Leipzig Wirtschafts- und Politikwissenschaften. Das Studium schloss er mit der Promotion ab.
Während der ersten Regierungszeit von Porfirio Diaz kehrte er nach Mexiko zurück und betätigte sich zusammen mit seinem Bruder Alberto Garcia Granada als Kolumnist in den oppositionellen Zeitungen El Demócrata und La República. Von 1893 bis 1896 lebte er im Exil in den Vereinigten Staaten, wo er an der American Academy of Political and Social Science studierte.
Als Abgeordneter gehörte in der 20. Legislaturperiode dem Kongress der Union Mexiko an. Als Delegierter Mexikos nahm er 1906 an der dritten panamerikanischen Konferenz in Rio de Janeiro teil. Er war stellvertretender Konsul von Mexiko in Hamburg und mexikanischer Botschafter in El Salvador und Kuba.
Garcia Granados war Mitglied der Akademie der Sozialwissenschaften. Mit seinem Buch La Constitución de 1857 y las Leyes de Reforma en México gewann er 1906 den ersten Preis im Wettbewerb der Hundertjahrfeier der Geburt von Benito Juárez.

## Auszeichnungen
Ricardo Garcia Granados wurde mit dem Preußischen Kronenorden ausgezeichnet.

## Schriften
- Decadencia y caía del régimen porfiriano, 1928
- Deutsch-Mexikanisches Festspiel zum Frühlingsfest 1923 der Deutschen Schule zu Mexiko, 1923 (zusammen mit Ernst Feise, Dora Herrmann-Olbrich, Benigno Colin)
- El apogeo del régimen porfiriano, 1923
- El concepto cientifico de la historia, 1910
- El oro como base de la circulación monetaria en la República mexicana, 1902
- El problema de la organización política de México, 1909
- González, Díaz y Romero Rubio, 1922
- Historia de México desde la restauración de la República en 1867 hasta la caída de Porfirio Díaz, 1928
- Introducción: Juárez, Lerdo y el primer período presidencial de Díaz, 1922
- La Constitución de 1857 y las Leyes de Reforma en México, 1906
- La cuestión de razas e inmigración en México, 1909
- La cuestión monetaria en México, 1906
- Por qué y cómo cayó Porfirio Díaz, 1928